# Mackenzie Blackwood
Mackenzie Blackwood (* 9. Dezember 1996 in Thunder Bay, Ontario) ist ein kanadischer Eishockeytorwart, der seit Dezember 2024 bei der Colorado Avalanche in der National Hockey League (NHL) unter Vertrag steht. Zuvor verbrachte er sechs Jahre in der Organisation der New Jersey Devils und spielte kurzzeitig für die San Jose Sharks.

## Karriere

### Jugend
Mackenzie Blackwood wuchs in Thunder Bay im Norden Ontarios auf und begann mit dem Eishockeyspielen erst im Alter von neun Jahren. Seit seinem zwölften Lebensjahr spielt er auf der Position des Torwarts. Über die Jugendvereine Volunteer Pool Bearcats und Neebing Hawks kam er im Jahr 2011 zu den Thunder Bay Kings, mit denen er in der Thunder Bay Junior Hockey League antrat. Beim Priority Draft der Ontario Hockey League (OHL), der höchsten regionalen Juniorenliga, wurde Blackwood im Jahr 2012 von den Barrie Colts ausgewählt. Danach spielte der Torwart noch ein Jahr bei den Elmira Sugar Kings in der Greater Ontario Hockey League.
In der Saison 2013/14 debütierte Blackwood für die Barrie Colts, am Saisonende wurde er aufgrund seiner guten Leistungen in das OHL First All-Rookie Team gewählt. Im gleichen Jahr wurde er in das OHL All-Stars Team für die Teilnahme an der Subway Super Series ausgewählt. 2015 konnte der Torhüter am CHL Top Prospects Game teilnehmen, jedoch fiel er aus gesundheitlichen Gründen aus. Beim NHL Entry Draft 2015 wurde Mackenzie Blackwood in der zweiten Runde an 42. Position von den New Jersey Devils ausgewählt, bei denen er am 30. Dezember 2015 einen dreijährigen Einstiegsvertrag unterzeichnete. Die OHL-Spielzeit 2015/16 war statistisch gesehen Blackwoods beste Spielzeit, seine Fangquote betrug 91,4 % bei einem Gegentorschnitt von 2,72. Nach der Saison wurde der Torwart in das OHL First All-Star Team gewählt, zudem wurde er als OHL Goaltender of the Year ausgezeichnet.

### Profibereich
Ab 2016 kam Blackwood für die Albany Devils, das Farmteam der New Jersey Devils, in der American Hockey League (AHL) zum Einsatz. Im folgenden Jahr wurde das Team nach Binghamton verlegt, wo es seitdem als Binghamton Devils firmiert. In der Saison 2017/18 absolvierte Blackwood 32 Spiele für die Devils und kam auf einen Gegentorschnitt von 3,41, den bislang schlechtesten Schnitt seiner Karriere. Parallel kam er ab dem 1. Januar 2018 zudem für die Adirondack Thunder in der ECHL zum Einsatz, in den Playoffspielen um den Kelly Cup zog die Mannschaft bis ins Conference-Finale ein, wo sie gegen die Florida Everblades ausschied. Die Saison 2018/19 begann Mackenzie Blackwood zunächst bei den Binghamton Devils. Am 17. Dezember 2018 wurde er in den Kader der New Jersey Devils berufen, zu seinem NHL-Debüt kam er am folgenden Tag bei der Niederlage gegen die Toronto Maple Leafs, als er im dritten Drittel Keith Kinkaid ersetzte und acht von zehn Schüssen abwehren konnte. Am 20. Dezember 2018 absolvierte Blackwood gegen die Columbus Blue Jackets sein erstes Spiel in der NHL von Anfang an, wo er wiederum 36 von 38 Schüssen abwehren konnte. Anfang 2019 nahm Blackwood am AHL All-Star Classic teil. Bis zum Ende der Spielzeit 2018/19 kam er auf 23 NHL-Einsätze und etablierte sich in der Folge im Kader New Jerseys, wobei er bereits zur Saison 2019/20 die Rolle des Stammtorhüters von Cory Schneider übernahm.
Nach sechs Jahren in der Organisation der Devils wurde Blackwood im Juni 2023 im Tausch für ein Sechstrunden-Wahlrecht im NHL Entry Draft 2023 an die San Jose Sharks abgegeben. Dort war er bis Dezember 2024 aktiv, als er samt Givani Smith und einem Fünftrunden-Wahlrecht im NHL Entry Draft 2027 an die Colorado Avalanche abgegeben wurde. Im Gegenzug erhielten die Sharks den Torhüter Alexander Georgijew, Nikolai Kowalenko, ein Zweitrunden-Wahlrecht im NHL Entry Draft 2026 sowie ein konditionales Fünftrunden-Wahlrecht im NHL Entry Draft 2025. In Colorado unterzeichnete Blackwood wenige Wochen später einen neuen Fünfjahresvertrag, der ihm mit Beginn der Saison 2025/26 ein durchschnittliches Jahresgehalt von 5,25 Millionen US-Dollar einbringen soll.

### International
Im Jahr 2016 nahm Mackenzie Blackwood mit der kanadischen U20-Eishockeynationalmannschaft an der U20-Junioren-Weltmeisterschaft 2016 teil, wo das Team im Viertelfinale gegen die Mannschaft aus Finnland ausschied und den sechsten Platz belegte. Für die A-Nationalmannschaft debütierte der Torwart bei der Weltmeisterschaft 2019 in der Slowakei, wo er mit der Mannschaft die Silbermedaille gewann.

## Erfolge und Auszeichnungen
- 2014 OHL First All-Rookie Team
- 2016 OHL First All-Star Team
- 2016 OHL Goaltender of the Year
- 2019 Teilnahme am AHL All-Star Classic

### International
- 2019 Silbermedaille bei der Weltmeisterschaft

## Karrierestatistik
Stand: Ende der Saison 2024/25

### International
Vertrat Kanada bei:
- U20-Junioren-Weltmeisterschaft 2016
- Weltmeisterschaft 2019

(Legende zur Torhüterstatistik: GP oder Sp = Spiele insgesamt; W oder S = Siege; L oder N = Niederlagen; T oder U oder OT = Unentschieden oder Overtime- bzw. Shootout-Niederlage; Min. = Minuten; SOG oder SaT = Schüsse aufs Tor; GA oder GT = Gegentore; SO = Shutouts; GAA oder GTS = Gegentorschnitt; Sv% oder SVS% = Fangquote; EN = Empty Net Goal; 1 Play-downs/Relegation; Kursiv: Statistik nicht vollständig)